# Sam Scrimgeour

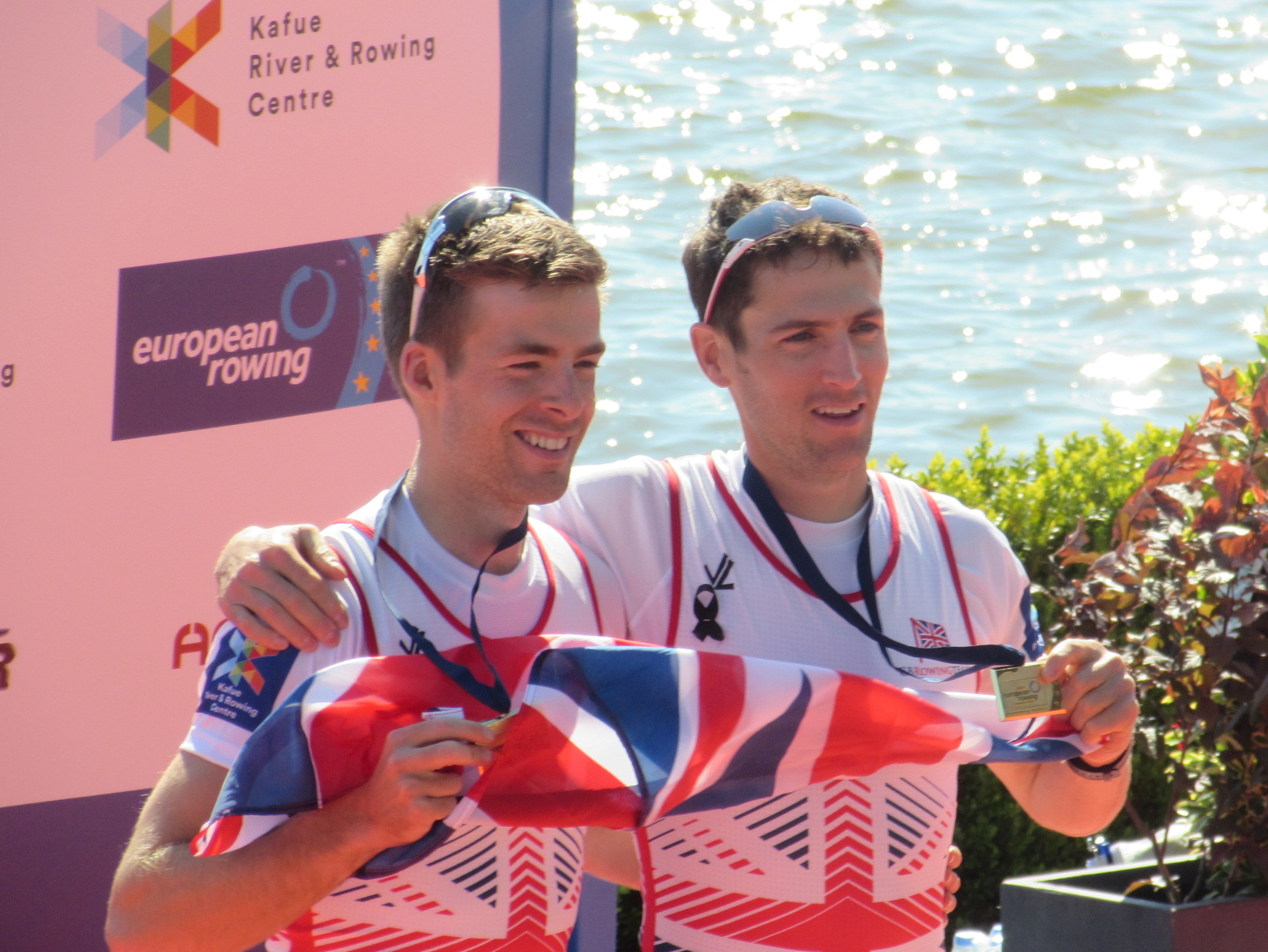
Europameister 2016: Joel Cassells (links) und Sam Scrimgeour

Sam Scrimgeour (* 28. Januar 1988 in Kirriemuir, Angus, Schottland) ist ein britischer Leichtgewichts-Ruderer. Er gewann 2015 den Weltmeistertitel im Leichtgewichts-Zweier ohne Steuermann.
Scrimgeour begann 2005 an der University of Strathclyde mit dem Rudersport. Bei den U23-Weltmeisterschaften erhielt er mit dem Leichtgewichts-Doppelvierer die Bronzemedaille. Seine erste internationale Medaille in der Erwachsenenklasse gewann er mit Silber bei den Europameisterschaften 2012 im Leichtgewichts-Vierer ohne Steuermann. 2013 gewann Scrimgeour mit Mark Aldred bei zwei Regatten im Ruder-Weltcup im Leichtgewichts-Zweier ohne Steuermann, bei den Weltmeisterschaften 2013 erhielten die beiden die Bronzemedaille. Im Jahr darauf erkämpften Scrimgeour und Jono Clegg die Silbermedaille bei den Europameisterschaften 2014, bei den Weltmeisterschaften 2014 belegten sie den dritten Platz. 2015 startete Scrimgeour im Leichtgewichts-Vierer ohne Steuermann in die Saison und belegte den vierten Platz bei den Europameisterschaften. Für die Weltmeisterschaften in der Erwachsenenklasse bildete Scrimgeour zusammen mit Joel Cassells einen Leichtgewichts-Zweier, die beiden gewannen den Weltmeistertitel. Cassells und Scrimgeour siegten auch bei den Europameisterschaften 2016 und gewannen die Bronzemedaille bei den Weltmeisterschaften 2016.